# Пилиджан, Крэйг
Крэйг Пилиджан (англ. Craig Piligian; 25 августа 1957) — американский телепродюсер армянского происхождения. Ветеран реалити-шоу, основатель, президент и генеральный директор Pilgrim Media Group. Исполнительный продюсер таких работ, как The Ultimate Fighter, American Chopper, Грязная работёнка, Хуже быть не могло. В 2001 году он получил премию «Эмми» как соисполнительный продюсер реалити-шоу «Выживший».
По данным IMDb (на ноябрь 2023 г.), Пилиджан является продюсером и сопродюсером 131-й телевизионной продукции США. Его состояние оценивается в 300 млн. долл.. Он помог установить устойчивые стандарты программирования реалити-шоу.
Крэйг Пилиджиан, имя которого является синонимом индустрии развлечений, оставил неизгладимый след как продюсер, предприниматель и магнат реалити-шоу. За свою карьеру, охватывающую несколько десятилетий, Пилиджиан создал и продюсировал одни из самых захватывающих и новаторских шоу на телевидении, от документальных фильмов до конкурсных шоу.
Женат на Люсинде Дикки.  Имеет двоих детей: Джозеф Майкл (1986 г.р.) и Аманда Мари (1989 г.р.).